# Посольство Габона в России
Посольство Габонской Республики в Российской Федерации — официальная дипломатическая миссия Габона в России, расположена в Москве в районе Арбат в Денежном переулке.
- Чрезвычайный и полномочный посол Габонской Республики в Российской Федерации — Состен Ндемби (прибыл 18 января 2025)[1].

## Дипломатические отношения
Дипломатические отношения между СССР и Габонской республикой были установлены 15 октября 1973 года. Российская Федерация признана Габоном в качестве правопреемника СССР 10 января 1992 года. В 1980 году были заключены Торговое соглашение, Соглашения об экономическом и техническом сотрудничестве, а также о культурном и научном сотрудничестве, в 2001 году — Протокол о межмидовских консультациях, в 2002 году — Соглашение о ВТС.

## Здание посольства
Посольство расположено в особняке конца XIX века (1899—1900, архитектор К. В. Трейман).

## Послы Габона в России
- Леонард-Антуан Бадинга (1974—?)
- Эммануэль Мендум-Нзе (1986—?)
- Бенжамен Леньонго-Ндумба (?—2004)
- Поль Бие-Эйене (2005—2010)
- Рене Маконго (2011—2015)
- Жоанна Роз Мамиака (2015—2025)
- Состен Ндемби (2025—)